# Guillaume d'Aspremont Lynden
Pour les articles homonymes, voir Lynden (homonymie).
Guillaume Bernard Ferdinand Charles, comte d'Aspremont Lynden (14 octobre 1815 - 6 septembre 1889), membre de la Maison de Lynden, est un politicien belge, membre du Parti catholique.

## Carrière politique
- 1842 - 1875 : bourgmestre de Barvaux-Condroz
- 1864 - 1884 : sénateur pour l'arrondissement de Namur
- 1872 : Ministre de la Guerre par intérim
- 1871 - 1878 : Ministre des Affaires étrangères
- 1880 : Vice-président du Comité sénatorial des affaires étrangères
- 1881 - 1884: Président du Comité sénatorial des affaires étrangères
- 1883 - 1884: Président du Comité sénatorial sur l'agriculture

## Distinctions
- Officier de l'Ordre de Léopold,
- Grand Cordon de l'Ordre de l'Aigle rouge de Prusse,
- Commandeur de l'ordre de la Maison ernestine de Saxe

## Sources
- (en) « Cte d'Aspremont-Lynden ; Static image ; », Europeana (consulté le 3 janvier 2013)
- Le Parlement belge 1831-1894, p. 91.
- J. Stengers, J.-L. De Paepe, M. Gruman e.a. Index des éligibles au Sénat (1831-1893), Brussel, 1975.